# مایکروسافت هند
مایکروسافت هند (انگلیسی: Microsoft India) شرکت نرم‌افزار هندی آمریکایی است، که در سال ۱۹۹۹ توسط شرکت مایکروسافت تأسیس شد.